# Telchinia vuilloti
Telchinia vuilloti is een vlinder uit de familie van de Nymphalidae. De wetenschappelijke naam van de soort is voor het eerst voorgesteld door Paul Mabille in een publicatie uit 1889.

## Verspreiding
De soort komt voor in de berggebieden van Tanzania. 

## Habitat
Het habitat bestaat uit bosranden en beboste berghellingen op hoogtes tussen 1100 en 2150 meter.

## Waardplanten
De rups leeft op soorten van het geslacht Boehmeria (Urticaceae).